# Chlorure de radium
Le chlorure de radium est un composé de formule RaCl2. Précipitant sous forme dihydratée depuis une solution aqueuse comme le chlorure de baryum, la forme anhydre est obtenue par réaction à chaud entre le chlorure d'hydrogène sec et le bromure de radium ou entre le chlorure d'hydrogène, le tétrachlorométhane et le sulfate de radium anhydre (ce dernier étant obtenu par déshydratation dans l'air sec à 300 °C de la forme hydratée) dans un tube de quartz.